# Bart Al Anan (huyện)
Huyện Bart Al Anan là một huyện thuộc tỉnh Al Jawf, Yemen. Đến thời điểm năm 2003, huyện này có dân số 59463 người